# Faetont (mitologija)
Faeton je lik v grški mitologiji, sin boga Apolona in Okeanide Klimene, po drugih genealogijah pa sin Heliade Merope in Helijevega sina Klimena ali celo Helijev sin. Najbolj znana različica mita o Faetontu je izpričana v Ovidovih Metamorfozah, po njej želi Faetont zagotovilo, da je res Helijev sin in izprosi njegov sončni voz. Vendar vozila ne obvlada in mu konji uidejo z vajeti, zaradi česar je ogrožena Zemlja, a Zevs reši pogubni položaj tako, da ga pokonča s strelo.
Po tem liku so poimenovali domnevni planet med Marsovo in Jupitrovo tirnico, ki naj bi iz nepojasnjenega razloga razpadel v asteroidni pas (po zdaj uveljavljeni teoriji tam nikoli ni bilo planeta).